# Sulawesi-Koboldmakis
Die Sulawesi-Koboldmakis (Tarsius) sind eine Gattung der Primaten. Es sind kleine, nachtaktive, baumbewohnende Tiere, die auf Sulawesi und den Inseln der näheren Umgebung verbreitet sind. Kennzeichen sind die auffallend großen Augen, der sehr bewegliche Hals und die langen Hinterbeine, mit denen sie sehr weit springen können.

## Merkmale
Sulawesi-Koboldmakis sind wie alle Koboldmakis sehr kleine Primaten, sie erreichen eine Kopfrumpflänge von 10 bis 11 Zentimetern. Der Schwanz ist mit 20 bis 26 Zentimetern deutlich länger als der Rumpf, er ist bis auf die buschige Spitze unbehaart. Das Gewicht beträgt 100 bis 130 Gramm, wobei die Männchen etwas schwerer als die Weibchen werden. Das kurze, seidige Fell ist grau oder gelbgrau gefärbt. Die Hinterbeine sind deutlich länger als die Vorderbeine, die Fußwurzeln sind stark verlängert. Der rundliche Kopf sitzt auf einem kurzen, sehr beweglichen Hals, die Augen sind wie bei allen Koboldmakis stark vergrößert. Die unbehaarten Ohren sind ebenfalls sehr groß und sehr beweglich, die Zähne sind zugespitzt.
Sulawesi-Koboldmakis haben kürzere Hinterbeine und Füße als die anderen beiden Gattungen (Philippinen-Koboldmaki  (Carlito) und Sunda-Koboldmaki (Cephalopachus)). Auch die Augen sind kleiner als bei diesen. Die Ohren dagegen relativ groß, immer über 3 cm lang. Die Zahnreihen sind kurz, die Zähne relativ klein. Das Gesichtsfell ist stets kürzer als das Körperfell, so dass der Eindruck einer Gesichtsmaske entsteht. Der Schwanz ist auf seiner Oberseite von kurzen, schütter stehenden Haaren bedeckt, auf den letzten 10 cm ist die Behaarung dicht und dunkel. Die Schwanzhaut ist oben dunkel, die Unterseite erscheint segmentiert. Von den drei Zitzenpaaren sitzen eines an der Brust, die beiden anderen am Abdomen. Der Diana-Koboldmaki (Tarsius dentatus) hat einen diploiden Chromosomensatz (2n=46) und es wird vermutet, dass dies für alle Sulawesi-Koboldmakis zutrifft.

## Verbreitung und Lebensraum
Sulawesi-Koboldmakis sind auf der indonesischen Insel Sulawesi endemisch, sie bewohnen die ganze Insel und kommen außerdem auf einigen vorgelagerten Inseln vor, die während der letzten Eiszeit mit Sulawesi verbunden waren. Lebensraum dieser Tiere sind Wälder, wobei sie in primären und sekundären Regenwäldern ebenso leben wie in Mangrovenwäldern.

## Lebensweise und Ernährung

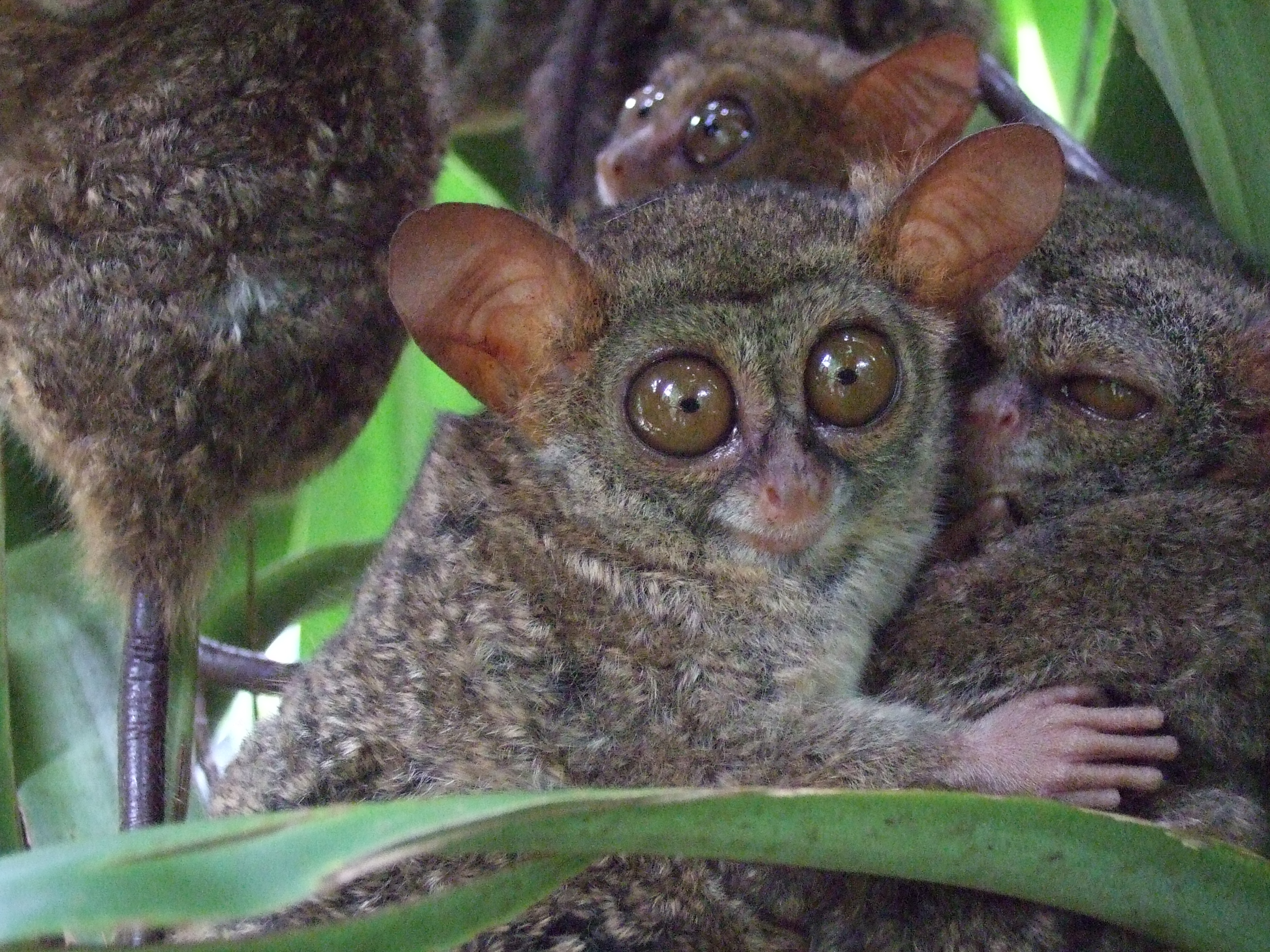
Sulawesi-Koboldmakis leben in kleinen Familiengruppen

Die Tiere sind nachtaktiv und schlafen tagsüber im Pflanzendickicht. In der Nacht begeben sie sich auf Nahrungssuche, wobei sie sich senkrecht kletternd und springend fortbewegen. Sie können – mit Höhenverlust – über 5 Meter weit springen, dabei dient der Schwanz als Steuerruder. Meist halten sie sich in den unteren Regionen der Bäume auf, selten kommen sie auf über 2 Meter Höhe.
Sie leben in kleinen Gruppen von zwei bis sechs Tieren, die Gruppen bestehen aus einem vermutlich monogamen Paar und dem gemeinsamen Nachwuchs. Jede Gruppe bewohnt ein festes Territorium, diese Reviere sind 1 bis 4 Hektar groß. Die Mitglieder einer Gruppe schlafen an der gleichen Stelle, haben dabei jedoch keinen Körperkontakt. Mit paarweise vorgetragenen Duettgesängen werden andere Tiere auf das eigene Revier aufmerksam gemacht.
Diese Tiere sind wie alle Koboldmakis reine Fleischfresser, sie ernähren sich vorrangig von Insekten. Daneben verzehren sie auch Skorpione, Spinnen und kleine Wirbeltiere wie Echsen, Vögel und Fledertiere.

## Fortpflanzung
Die Paarung kann das ganze Jahr über erfolgen. Nach rund sechsmonatiger Tragzeit bringt das Weibchen ein einzelnes Jungtier zur Welt. Dieses ist bei der Geburt sehr schwer und sehr weit entwickelt. Schon mit vier Wochen, beginnt es, selbstständig Beute zu jagen, nach rund 80 Tagen wird es entwöhnt.

## Systematik

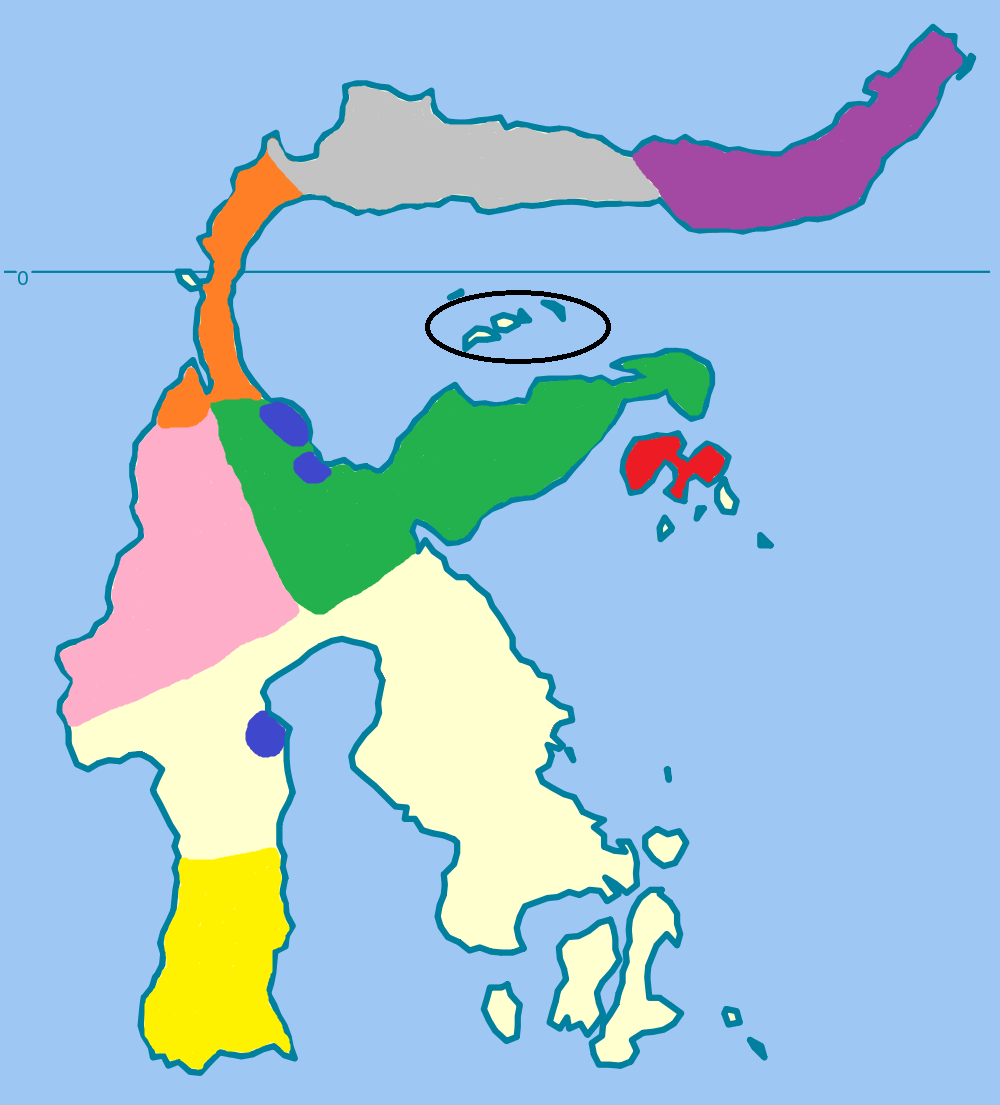
Verbreitung der Tarsius-Arten auf Sulawesi.
Diana-Koboldmaki
Wallace-Koboldmaki
Lariang-Koboldmaki
Makassar-Koboldmaki
Zwergkoboldmaki
Peleng-Koboldmaki
Jatnas Koboldmaki
Gursky-Koboldmaki
Niemitz-Koboldmaki

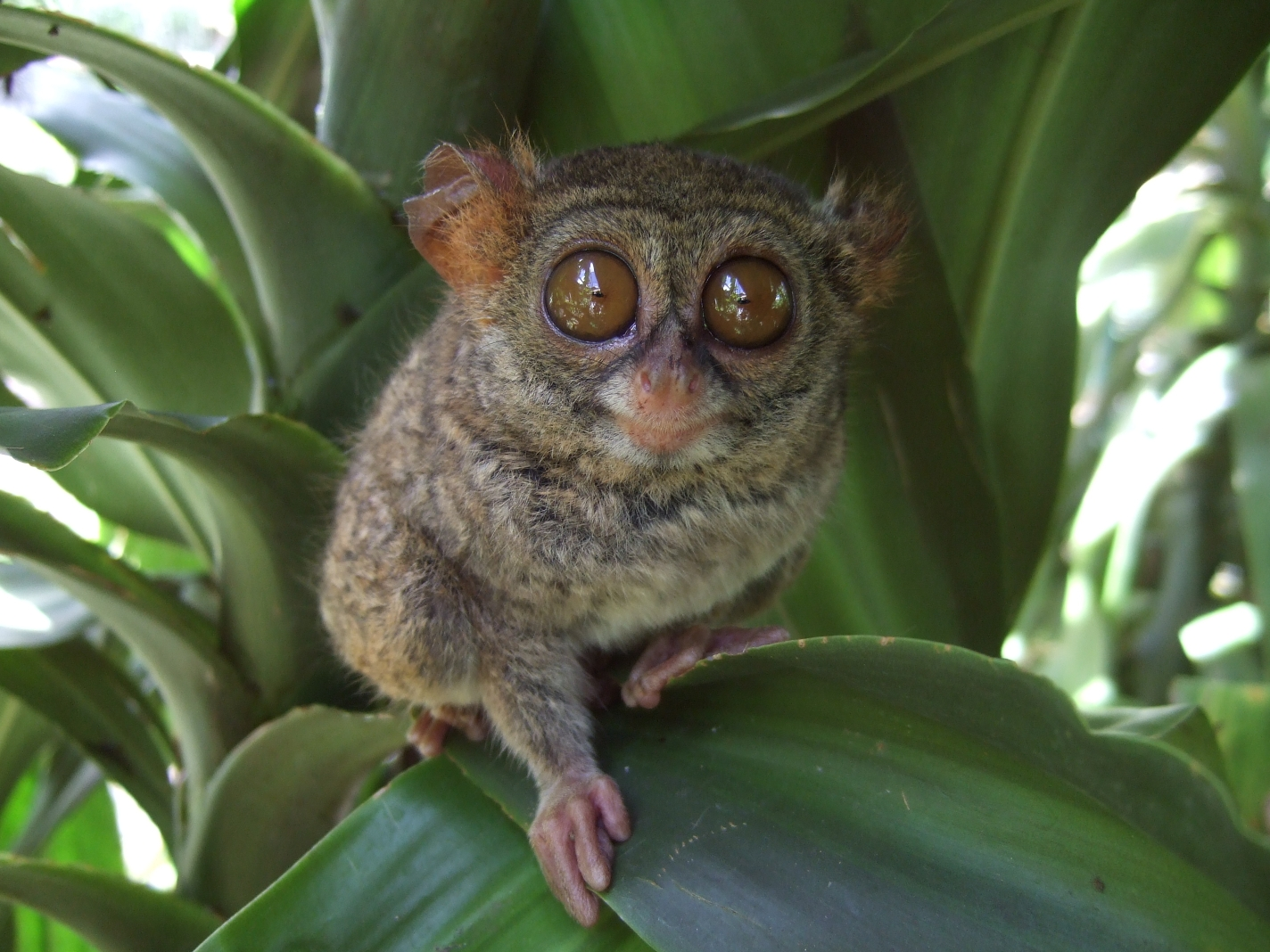
Ein Koboldmaki von der nördlichen Halbinsel Sulawesis

Ursprünglich wurden alle Koboldmakis Sulawesis einer einzigen Art zugerechnet, Tarsius tarsier (früher Tarsius spectrum). Dieser Name wird mittlerweile nur noch für die Koboldmaki der Insel Salajar südlich von Sulawesi verwendet. Auf Sulawesi und den vorgelagerten Inseln sind mittlerweile elf valide, rezente Arten der Sulawesi-Koboldmakis beschrieben worden. Die Arten können vor allem an ihren Lautäußerungen unterschieden werden, morphologisch sind sie sich alle sehr ähnlich. Bioakustische Untersuchungen gehen von wenigstens 17 Arten aus, auch nach genetischen Untersuchungen gibt es weitere Arten, so dass es sehr wahrscheinlich ist, dass sich die Zahl der beschriebenen Arten noch erhöhen wird.
- Der Selayar-Koboldmaki (Tarsius tarsier), die Typusart der Gattung, kommt nur auf der Insel Selayar südlich von Sulawesi vor.[4]
- Der Diana-Koboldmaki (Tarsius dentatus) lebt im zentralen Bereich von Sulawesi.
- Der Makassar-Koboldmaki (Tarsius fuscus) ist bisher nur aus der Umgebung von Makassar bekannt.
- Der Lariang-Koboldmaki (Tarsius lariang) wurde 2006 als neue Art beschrieben und kommt im westlichen Teil von Sulawesi vor.[5]
- Der Niemitz-Koboldmaki (Tarsius niemitzi) wurde 2019 als neue Art beschrieben. Er kommt auf den Togianinseln vor.[6]
- Der Peleng-Koboldmaki (Tarsius pelengensis) ist auf der östlich von Sulawesi gelegenen Insel Peleng endemisch.
- Der Zwergkoboldmaki (Tarsius pumilus) ist der kleinste Vertreter seiner Gattung und bewohnt das gebirgige Innere von Sulawesi.
- Der Sangihe-Koboldmaki (Tarsius sangirensis) ist auf der Insel Sangihe nördlich von Sulawesi endemisch.
- Der Gursky-Koboldmaki (Tarsius spectrumgurskyae) lebt nur im Osten der nördlichen Halbinsel (Semenanjung Minahassa).[7]
- Jatnas Koboldmaki (Tarsius supriatnai) kommt nur im mittleren Teil von Semenanjung Minahassa vor.[7]
- Der Siau-Koboldmaki (Tarsius tumpara) kommt nur auf der Insel Siau, ebenfalls nördlich von Sulawesi vor.[8]
- Der Wallace-Koboldmaki (Tarsius wallacei) wurde im Jahr 2010 entdeckt und kommt in Zentral-Sulawesi in zwei voneinander isolierten Populationen vor.[9]

Auf der südöstlichen Halbinsel (Sulawesi Tenggara), auf den Inseln Buton und Kabaena und im Zentrum von Sulawesi könnte es noch weitere, bisher unbeschriebene Arten geben.
Als Verwandte der frühen Vorfahren der Gattung Tarsius gilt die in der Fossillagerstätte Fayyum (Ägypten) fossil überlieferte, mehr als 30 Millionen Jahre alte Gattung Afrotarsius . Rund 40 Millionen Jahre alt sind die Fossilien aus dem mittleren Eozän von Tarsius eocaenus, dessen Holotypus in Jiangsu, Volksrepublik China, entdeckt und 1994 erstmals beschrieben wurde, sowie von Xanthorhysis tabrumi aus Shanxi, Volksrepublik China.

## Gefährdung
Hauptgefährdungen für die Sulawesi-Koboldmakis sind die Zerstörung ihres Lebensraums, die Verfolgung durch verwilderte Haustiere wie Katzen und die Bejagung durch den Menschen für den Heimtiermarkt.